# Tetragnatha kiwuana
Tetragnatha kiwuana är en spindelart som beskrevs av Embrik Strand 1913. Tetragnatha kiwuana ingår i släktet sträckkäkspindlar, och familjen käkspindlar. Inga underarter finns listade i Catalogue of Life.